# چارلز کائو
سر چارلز کوئن کائو (به انگلیسی The Honorable Sir Charles Kuen Kao و به چینی 高錕)‏ دارندهٔ نشان نشان بزرگ بوهیمیا (به اختصار  GBM)، رتبه امپراتوری بریتانیا یا (به اختصار KBE)، انجمن سلطنتی یا (به اختصار FRS) و آکادمی سلطنتی مهندسی یا (به اختصار FREng). (زادهٔ ۴ نوامبر ۱۹۳۳–درگذشته ۲۳ سپتامبر ۲۰۱۸) سازنده و توسعه دهندهٔ فیبرهای نوری در ابزارهای مخابراتی بود. همچنین کائو را با نام «پدرخواندهٔ پهنای باند»، «پدر فیبر نوری» یا «پدر ارتباطات با فیبر نوری» نیز می‌شناسند. در سال ۲۰۰۹ نیمی از جایزهٔ نوبل فیزیک برای «دست‌آوردهای پیشگامانه در زمینهٔ انتقال نور از راه رشته در ارتباطات نوری» به او داده شد.

## زندگی
کائو در سال ۱۹۳۳ در شانگهای به دنیا آمد. آموزش‌های مقدماتی را در خانه نزد برادرش و زیر نظر یک معلم خصوصی آموخت. همچنین زبان‌های انگلیسی و فرانسه را در یک مدرسهٔ بین‌المللی در شانگهای آموخت. این مدرسه توسط تعدادی از دانش‌آموختگان چینی بنا شده بود.
خانوادهٔ کائو در سال ۱۹۴۸ به هنگ کنگ رفت و در آنجا بود که او توانست تا سال ۱۹۵۲ تحصیلات بعدی خود را در کالج سینت جوزف هنگ کنگ پایان ببرد. پس از آن تا مقطع لیسانس در مهندسی برق در پلی تکنیک وولویچ (امروزه آن را با نام دانشگاه گرینویچ می‌شناسند) آموزش دید. پس از آن تحصیلات خود را ادامه داد و در سال ۱۹۶۵ مدرک دکتری خود را از کالج دانشگاهی لندن زیر نظر هارولد بارلو دریافت کرد. کائو در سال ۱۹۷۰ به دانشگاه چینی هنگ کنگ (CUHK) بازگشت تا شاخهٔ مهندسی الکترونیک را در این دانشگاه ایجاد کند. وی کمک هزینه تحقیقاتی چارلز کائو (به انگلیسی: Charles Kao Fund Research Grants) را برای کمک مالی به محقق‌های این دانشگاه بنا تأسیس کرد.

## کار و فعالیت

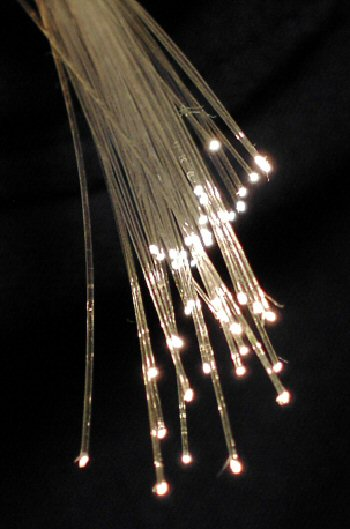
دسته‌ای از فیبرهای نوری که برای انتقال نور و امواج مخابراتی کاربرد دارند و کائو اولین فردی بود که استفاده از شیشه تخلیص شده را برای این کار پیشنهاد داد.

در دهه ۱۹۶۰ چارلز کائو و همکارانش از پیشروان ساخت فیبر نوری به کمک شیشه تخلیص شده بودند.

## منبع و یادداشت
1. 1 2  The Nobel Prize in Physics 2009 – Press Release. Nobel Foundation. October ۶, ۲۰۰۹. Retrieved October 8, 2009.
2. ↑  "306 people to receive honours". The Government of Hong Kong. July ۱, ۲۰۱۰. Retrieved July 1, 2010.[پیوند مرده]
3. ↑  "2010 Queen's Birthday Honours List" (pdf). The London Gazette (به (انگلیسی)). SATURDAY June 12, 2010 SUPPLEMENT No.1 B۲۳. Retrieved June 12, 2010. {{cite web}}: Check date values in: |date= (help)نگهداری یادکرد:زبان ناشناخته (link)
4. ↑  List of Fellows of the Royal Society 1660 – 2007
5. ↑  "The Fellowship – List of Fellows". Raeng.org.uk. Archived from the original on 12 June 2011. Retrieved October 26, 2009.
6. ↑  Kelsey Mesher (October ۱۵, ۲۰۰۹). "The legacy of Charles Kao". Mountain View Voice. Archived from the original on 15 February 2021. Retrieved November 30, 2009.
7. ↑  dpa (October ۶, ۲۰۰۹). "PROFILE: Charles Kao: 'father of fibre optics,' Nobel winner". Earthtimes. Archived from the original on 15 February 2021. Retrieved November 30, 2009.
8. ↑  Record control number (RCN):۳۱۳۳۱ (October ۷, ۲۰۰۹). "'Father of Fibre Optics' and digital photography pioneers share Nobel Prize in Physics". Europa (web portal). Archived from the original (cfm) on 25 January 2008. Retrieved November 30, 2009. {{cite web}}: Italic or bold markup not allowed in: |work= (help)
9. ↑  Bob Brown (Network World) (October ۷, ۲۰۰۹). "Father of fiber-optics snags share of Nobel Physics Prize". cio.com.au. Archived from the original on 15 February 2021. Retrieved November 30, 2009.
10. ↑  "The father of optical fiber – Prof. C. K. Kao" (به (چینی)(انگلیسی)). networkchinese.com. Archived from the original on 23 September 2009. Retrieved October 8, 2009.{{cite web}}:  نگهداری یادکرد:زبان ناشناخته (link)
11. ↑  By JIM ERICKSON and YULANDA CHUNG (12/۱۰/۹۹). "Charles K. Kao". Asiaweek. Archived from the original on 21 July 2002. Retrieved December 24, 2009. {{cite web}}: Check date values in: |date= (help)
12. ↑  "Prof. Charles K Kao speaks on the impact of IT in Hong Kong". The Open University of Hong Kong. January 2000, Vol 9, Issue ۱. Retrieved December 24, 2009. {{cite web}}: Check date values in: |date= (help)
13. ↑  Editor: Zhang Pengfei (October ۷, ۲۰۰۹). "Nobel Prize winner Charles Kao says never expected such honor" (shtml). Closed-circuit television. Retrieved November 30, 2009. {{cite web}}: |author= has generic name (help)
14. ↑  The Nobel Prize in Physics ۲۰۰۹. Nobel Foundation. October ۶, ۲۰۰۹. Retrieved October 6, 2009.
15. ↑  范彦萍 (October ۸, ۲۰۰۹). "Interview of Kao's cousin (诺贝尔得主高锟的堂哥回忆:他儿时国学功底很好)" (به (چینی)). 青年报. Archived from the original on 11 October 2009. Retrieved October 9, 2009.{{cite news}}:  نگهداری یادکرد:زبان ناشناخته (link)
16. ↑  陶家骏 (June ۱, ۲۰۰۸). "著名女教育家陶玄 Famous Female Educator 陶玄" (به (چینی)). 绍兴县报 Shaoxing County News. Archived from the original on 13 March 2012. Retrieved October 9, 2009.{{cite news}}:  نگهداری یادکرد:زبان ناشناخته (link)
17. ↑  Ifeng.com: 香港特首曾荫权祝贺高锟荣获诺贝尔物理学奖
18. ↑  "meantimealumni Spring ۲۰۰۵" (PDF). University of Greenwich. Retrieved October 7, 2009.
19. ↑  UCL (Page last modified on October ۳۰, ۲۰۰۹). "University College London (UCL) Facts and Figures". Archived from the original on 25 March 2010. Retrieved November 6, 2009. {{cite news}}: Check date values in: |date= (help)

## مطالعهٔ بیشتر
- Hecht, Jeff (1999). City of Light, The Story of Fiber Optics. New York: Oxford University Press. ISBN 0-19-510818-3.
- K. C. Kao, G. A. Hockham (۱۹۶۶), «Dielectric-fibre surface waveguides for optical frequencies" , Proc. IEE ۱۱۳ (۷): ۱۱۵۱–۱۱۵۸.
- K. C. Kao, T. W. Davies (۱۹۶۸), «Spectrophotometric Studies of Ultra Low Loss Optical Glasses – I: Single Beam Method" , Journal of Scientific Instruments (Journal of Physics E) ۲ (۱): ۱۰۶۳–۱۰۶۸. doi:۱۰٫۱۰۸۸/۰۰۲۲–۳۷۳۵/۱/۱۱/۳۰۳
- K. C. Kao (ژوئن ۱۹۸۶), «1012 bit/s Optoelectronics Technology" , IEE Proceedings 133, Pt.J, No 3, 230–236. doi:۱۰٫۱۰۴۹/ip-j.۱۹۸۶٫۰۰۳۷
- K. C. Kao, A Time And A Tide (Autobiography of Charles K. Kao)
- K. C. Kao (ژوئیه ۲۰۰۵)《潮平岸闊——高錕自述》(translated by 許迪鏘) Joint Publishing (Autobiography of Charles K. Kao)